# Edmund Lawrence (politico)
Sir Edmund Wickham Lawrence (Saint Kitts, 14 febbraio 1932 o 1935) è un politico nevisiano, Governatore generale di Saint Kitts e Nevis dal 2 gennaio 2013 al 14 maggio 2015.

## Biografia
Fu uno dei co-fondatori della St. Kitts-Nevis-Anguilla National Bank, di cui fu managing director dal 1971 al 1982, e nuovamente dal 1996 al 2012.
Il 2 gennaio 2013 fu nominato Governatore generale di Saint Kitts e Nevis su consiglio del Primo ministro Denzil Douglas, succedendo a Cuthbert Sebastian. La sua nomina fu revocata il 14 maggio 2015 su richiesta del Primo ministro Timothy Harris; a succedere a Lawrence fu Tapley Seaton.